# Ingrid Englund
Ingrid Elisabeth Englund, po mężu Pettersson (ur. 24 marca 1926 w Sundsvall, zm. 13 października 1999 tamże) – szwedzka narciarka alpejska, uczestniczka zimowych igrzysk olimpijskich 1952 i 1956.

## Osiągnięcia

### Igrzyska olimpijskie
| Miejsce | Dzień       | Rok  | Miejscowość       | Konkurencja   | Czas biegu  | Strata   | Zwyciężczyni         |
| ------- | ----------- | ---- | ----------------- | ------------- | ----------- | -------- | -------------------- |
| 32.     | 14 lutego   | 1952 | Oslo              | Slalom gigant | 2:29.9 min. | +23.1 s. | Andrea Mead-Lawrence |
| 29.     | 17 lutego   | 1952 | Oslo              | Zjazd         | 2:01.3 min. | +14.2 s. | Trude Jochum-Beiser  |
| 27.     | 20 lutego   | 1952 | Oslo              | Slalom        | 2:28.7 min. | +18.1 s. | Andrea Mead-Lawrence |
| 25.     | 27 stycznia | 1956 | Cortina d’Ampezzo | Slalom gigant | 2:04.5 min. | + s.     | Rosa Reichert        |
| DSQ.    | 30 stycznia | 1956 | Cortina d’Ampezzo | Slalom        | —           | —        | Renée Colliard       |
| 18.     | 1 lutego    | 1956 | Cortina d’Ampezzo | Zjazd         | 1:51.8 min. | +11.1 s. | Madeleine Berthod    |